# 下川雄生
下川 雄生（しもかわ ゆうせい、1981年6月1日 - ）は、日本の男性総合格闘家。大阪府大阪市出身。ファイティングアカデミー ドラゴンテイル所属。

## 来歴
2004年度東日本バンタム級（-56kg）3位、全日本アマチュア修斗選手権で優勝し、プロ修斗デビュー。
2005年、新人王決定トーナメントで優勝を果たした。
2010年8月7日、修斗で高橋大児と対戦し、0-3の判定負けで4連敗となった。その後、バンタム級からフライ級に階級を変更した。
2010年9月17日、フライ級（-52kg）転向初戦となった修斗のメインイベントで天風ゆうすけと対戦し、3-0の判定勝ちを収めた。
2010年12月、阿部博之とともに所属先を「ファイティングアカデミー ドラゴンテイル」に変更した。
2011年1月30日、キックボクシング初挑戦となったJ-NETWORK「J-FIGHT in SHINJUKU 〜vol.19〜」で塚根正博と対戦し、左ストレートでKO勝ちを収めた。

## 戦績

### プロ総合格闘技
| 総合格闘技 戦績 | 総合格闘技 戦績 | 総合格闘技 戦績 | 総合格闘技 戦績 | 総合格闘技 戦績 | 総合格闘技 戦績 | 総合格闘技 戦績 |
| --------------- | --------------- | --------------- | --------------- | --------------- | --------------- | --------------- |
| 12 試合         | (T)KO           | 一本            | 判定            | その他          | 引き分け        | 無効試合        |
| 6 勝            | 0               | 0               | 6               | 0               | 0               | 0               |
| 6 敗            | 0               | 2               | 4               | 0               | 0               | 0               |

| 勝敗 | 対戦相手     | 試合結果                   | 大会名                                            | 開催年月日     |
| ○    | 天風ゆうすけ | 5分2R終了 判定3-0          | 修斗 龍争虎闘 Vol.4                               | 2010年9月17日  |
| ×    | 高橋大児     | 5分3R終了 判定0-3          | 修斗 SHOOTO GIG TOKYO Vol.5                       | 2010年8月7日   |
| ×    | 森卓也       | 5分3R終了 判定0-3          | 修斗 SHOOTO GIG TOKYO Vol.4                       | 2010年4月24日  |
| ×    | 生駒純司     | 1R 2:33 三角絞め           | 修斗                                              | 2008年10月13日 |
| ×    | マモル       | 5分3R終了 判定0-3          | 修斗 SHOOTING DISCO 1 〜サタデーナイトヒーロー〜  | 2007年6月2日   |
| ○    | 赤木康洋     | 5分3R終了 判定3-0          | 修斗 SHOOTO GIG CENTRAL Vol.11                    | 2006年11月26日 |
| ×    | BJ           | 2R 4:00 チョークスリーパー | 修斗                                              | 2006年9月8日   |
| ○    | 廣野剛康     | 5分2R終了 判定3-0          | 修斗                                              | 2006年5月28日  |
| ○    | 正城ユウキ   | 5分2R終了 判定2-0          | 修斗 【新人王決定トーナメント バンタム級 決勝】   | 2005年11月6日  |
| ○    | 赤木敏倫     | 5分2R終了 判定2-0          | 修斗 【新人王決定トーナメント バンタム級 準決勝】 | 2005年9月23日  |
| ○    | 森卓也       | 5分2R終了 判定3-0          | 修斗 【新人王決定トーナメント バンタム級 1回戦】  | 2005年5月29日  |
| ×    | ヒートたけし | 5分2R終了 判定0-3          | 修斗 THE ROOKIE TOURNAMENT 2004 FINAL             | 2004年11月25日 |

### キックボクシング
| 勝敗 | 対戦相手 | 試合結果                   | 大会名                                      | 開催年月日    |
| ○    | 塚根正博 | 2R 0:58 KO（左ストレート） | J-NETWORK「J-FIGHT in SHINJUKU 〜vol.19〜」 | 2011年1月30日 |

### アマチュア総合格闘技
| 勝敗 | 対戦相手 | 試合結果            | 大会名                                                     | 開催年月日    |
| ○    | 松藤裕晴 | 3分2R終了 判定45-40 | 第11回全日本アマチュア修斗選手権大会 【バンタム級 決勝】   | 2004年9月20日 |
| ○    | 三木龍一 | 4分1R終了 判定32-21 | 第11回全日本アマチュア修斗選手権大会 【バンタム級 準決勝】 | 2004年9月20日 |
| ○    | 岸本允也 | 4分1R終了 判定25-21 | 第11回全日本アマチュア修斗選手権大会 【バンタム級 2回戦】  | 2004年9月20日 |
| ○    | 菅原雅顕 | 4分1R終了 判定22-21 | 第11回全日本アマチュア修斗選手権大会 【バンタム級 1回戦】  | 2004年9月20日 |

## 獲得タイトル
- 第11回全日本アマチュア修斗選手権 バンタム級 優勝（2004年）
- 修斗バンタム級新人王（2005年）